# تاريخ الاغتيال

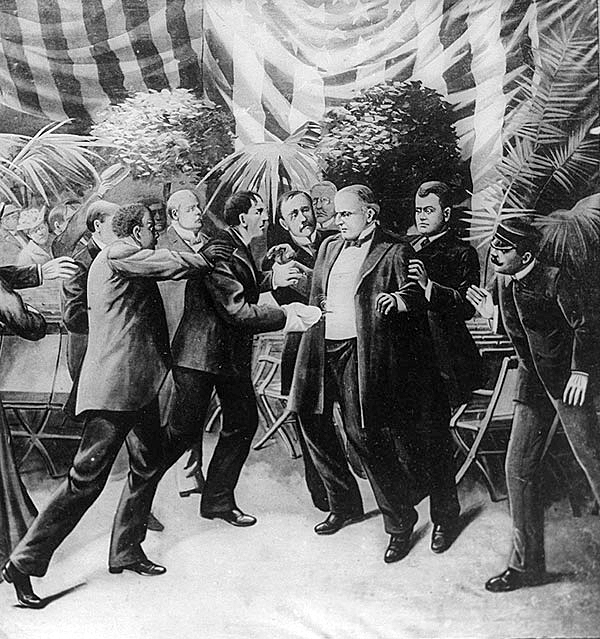
عندما حاولو اغتيال الرئيس الأمريكي ويليام ماكينلي.

يُعتبر الاغتيال، أي قتل خصم أو شخصية عامة معروفة، من أقدم أدوات الصراع على السلطة، فضلًا عن التعبير عن بعض الاضطرابات السيكوباتية. يعود تاريخ الاغتيال إلى أقدم الحكومات والقبائل في العالم.

## أمثلة

### الصراع الإسرائيلي الفلسطيني
في سياق الصراع الإسرائيلي الفلسطيني، استخدمت قوات الدفاع الإسرائيلية (آي دي إف) ما يسمونه بالـ «إحباط المُركز»، أي القتل المستهدف للمشتبه بهم بقيام أعمال عنف في المستقبل القريب جدًا، أو الارتباط بشكل غير مباشر بأعمال العنف (مثل التنظيم والتخطيط والبحث عن وسائل التدمير، وما إلى ذلك)، ما يزيد من احتمالية أن قتل المشتبه به أو بها سيحبط أنشطة مماثلة في المستقبل. عادةً ما تُنفذ هذه الضربات بواسطة مروحيات هجومية تابعة لسلاح الجو الإسرائيلي والتي تطلق صواريخ موجهة على الهدف، بعد أن يقوم جهاز الأمن العام الإسرائيلي (الشاباك) بتوفير معلومات استخباراتية عن الهدف.

#### الخلافات ذات الصلة
إن الطبيعة الدقيقة لجدوى هجومات الإحباط المُركز مثيرة للجدل وسرية، لأنها تتضمن وسائل سرية استخباراتية عسكرية وقرارات تشغيلية يتخذها ضباط وقادة في المخابرات بدلًا من أن تكون جزءًا من نظام عدالة عام ينفذ من قبل المحامين والقضاة.
تقول قوات الدفاع الإسرائيلي أن عمليات القتل المستهدف تتم فقط لمنع أعمال إرهابية مستقبلية، وليس انتقامًا لأنشطة سابقة. كما تقول إن هذه العمليات تُستخدم فقط عند تعذر وجود طريقة أخرى لإحباط أعمال العنف (مثل الاعتقال)، مع الحد الأدنى من الخطر على الجنود أو المدنيين. كما تقول أن هذه العمليات تُستخدم فقط عند التأكد بشكل تام من الهدف، بهدف تقليل الضرر على الأبرياء. مشاورات قوات الدفاع الإسرائيلي حول عمليات القتل سرية.
يشير المدافعون عن هذه العمليات إلى أنها تتوافق مع اتفاقية جنيف الرابعة (الجزء 3، المادة 1، القسم 28)، التي تنص على ما يلي: «لا يُعتبر وجود شخص محمي حصانةً للنقاط أو المناطق ضد العمليات العسكرية»، ولذا يجادلون بأن القانون الدولي يمنح إسرائيل الحق في إجراء عمليات عسكرية ضد أهداف عسكرية في ظل هذه الظروف.

#### دعم العامة في إسرائيل
يدعم المجتمع الإسرائيلي إلى حد كبير عمليات القتل المستهدفة بدرجات مختلفة، ولكن هناك استثناءات: في عام 2003، أرسل 27 طيارًا في سلاح الجو الإسرائيلي عرضية احتجاج إلى قائد القوات الجوية دان حالوتس، رافضين مهاجمة أهداف داخل مراكز مجتمعات فلسطينية، معتبرين أن سوء معاملة الفلسطينيين «يفسد أخلاقيًا نسيج المجتمع الإسرائيلي». أثارت العريضة، الأولى من نوعها من سلاح الجو، عاصفةً من الاحتجاجات السياسية في إسرائيل، إذ أدانتها معظم الدوائر باعتبارها تقصيرًا في أداء الواجب. تمنع أخلاقيات الجيش الإسرائيلي الجنود من القيام بانتماءات سياسية علنية، وبالتالي أعلن رئيس أركان الجيش الإسرائيلي تعليق عمل جميع الموقعين على العريضة، ما أدى إلى تراجع بعض الطيارين عن توقيعهم.

#### عمليات إسرائيلية معروفة
تشمل أشهر عمليات القتل المستهدف من قِبل الجيش الإسرائيلي قادة حماس صلاح شحادة (يوليو 2002) والشيخ أحمد ياسين (مارس 2004) وعبد العزيز الرنتيسي (أبريل 2004) وعدنان الغول (أكتوبر 2004). يُستخدم مصطلح «القتل المستهدف» غالبًا في سياق الهجمات الجوية أثناء انتفاضة الأقصى، لكن قوات الأمن الإسرائيلية قتلت قادة فلسطينيين في الماضي، على الرغم من عدم تأكيد ذلك رسميًا.
تشمل بعض أشهر العمليات ما يلي:
- عملية غضب الله ضد منظمة أيلول الأسود، التي ارتكبت مذبحة ميونيخ، 1972
- عملية ربيع الشباب ضد كبار قادة منظمة التحرير الفلسطينية في بيروت، لبنان، 1973
- أبو جهاد (فتح) في تونس، 1988
- فتحي الشقاقي (الجهاد الإسلامي الفلسطيني) في مالطا، 1995
- يحيى عياش (صانع قنابل في حماس يُعرف بلقب «المهندس») في غزة، 1996
- خالد مشعل (حماس، احبُطت العملية) في الأردن، 1997

في حين أن معظم عمليات القتل على مدار الصراع الإسرائيلي الفلسطيني نُفذت من قِبل الجيش الإسرائيلي ضد قادة فلسطينيين، اغتيل الوزير الإسرائيلي رحبعام زئيفي على يد ناشط في الجبهة الشعبية لتحرير فلسطين (بّي إف إل بّي)، المدرجة كمنظمة إرهابية من قبل الولايات المتحدة والاتحاد الأوروبي.

#### الهجمات الفلسطينية والرد الإسرائيلي
لقد كانت الهجمات الفلسطينية مكلفة بالنسبة لإسرائيل. تشير تقارير الجيش الإسرائيلي إلى أنه منذ بداية الانتفاضة الثانية (2000) حتى 2005، قتل الفلسطينيون 1074 إسرائيليًا وجرحوا 7520. هذه أرقام خطيرة بالنسبة لدولة صغيرة مثل إسرائيل، إذ تعادل 50000 قتيل و300000 جريح في الولايات المتحدة على مدى خمس سنوات. ولدت هذه الخسائر ضغطًا جماهيريًا هائلًا في المجتمع الإسرائيلي للرد بقوة، وكانت عمليات القتل المستهدف إحدى النتائج.
في حين أن العمليات الفلسطينية سببت أضرار جسيمة، هناك أدلة على أن سياسة القتل المستهدف الانتقامية للجيش الإسرائيلي كانت مفيدة في الحد من فعالية هذه الهجمات. بالنسبة لحركة حماس مثلًا، فعلى الرغم من زيادة هجماتها بين عامي 2001 و2005، انخفض عدد القتلى الإسرائيليين مع قتل الأشخاص المستهدفين، إذ انخفض عدد القتلى من 75 في عام 2001 إلى 21 في عام 2005. لذلك حتى مع تصاعد هجمات حركة حماس، فقد انخفض عدد الوفيات الناتجة عن هذه الهجمات، ما يشير إلى ضعف فعالية هذه الهجمات مع مرور الوقت.
هناك العديد من الأسباب العملية لضعف فعالية الأنشطة الهجومية نتيجة عمليات القتل المستهدف. تقضي هذه العمليات على المقاتلين والمتسللين المهرة وصانعي القنابل والمزورين والمجندين وغيرهم من الأشخاص الذين يحتاجون إلى وقت لتطوير خبراتهم. تؤدي عمليات القتل المستهدف أيضًا إلى تعطيل البنية التحتية للخصم وتنظيمه وروحه المعنوية، وتشكل ضغطًا هائلًا على الأهداف، التي يتوجب عليها الهرب باستمرار وتبديل مواقع الاختباء. يقلل هذا من تدفق المعلومات داخل المنظمة الإرهابية ويقلل من فعاليتها. قد تُستخدم عمليات القتل المستهدف كعامل إحباط للمعنويات. لا يمكن للأفراد المستهدفين زيارة زوجاتهم أو أطفالهم أو أقاربهم أو عائلاتهم دون التعرض لمخاطر شديدة، وقد يتجنبون الإعلان عن أسمائهم خوفًا من التعرض للقتل. مثلًا، دفعت عمليات القتل الإسرائيلية لقائدي حماس ياسين والرنتيسي إلى عدم تحديد أسماء بديليهما علنًا من قِبل حماس، وهي خطوة ضرورية لضمان نجاة القادة الجدد.
يعتبر البعض أن الضغط الدبلوماسي المستمر ضد السياسة الإسرائيلية، وإعلان حماس وقف إطلاق النار المؤقت في العديد من المرات، دليلًا آخر على فعالية سياسة القتل المستهدف. مع ذلك، يرى البعض أن هناك عوامل أخرى تلعب دورًا، بما في ذلك تطور عملية جمع المعلومات الاستخبارية ما أدى إلى مزيد من الاعتقالات، وبناء الجدار الإسرائيلي في الضفة الغربية، ما جعل من الصعب على المقاتلين الفلسطينيين التسلل.